# Whalley (Lancashire)
Pour les articles homonymes, voir Whalley.
Whalley est un village et une paroisse civile du comté de Lancashire, en Angleterre.

## Toponymie
Whalley est un toponyme d'origine vieil-anglaise. Il désigne une clairière (lēah) située au sommet ou à proximité d'une colline de forme ronde (*hwæl). Dans le Domesday Book, compilé en 1086, ce nom a pour forme Wallei.

## Géographie

### Situation générale
Whalley est un village du Lancashire, un comté du Nord-Ouest de l'Angleterre. Il est situé dans l'est de ce comté, dans la vallée de la Calder (en), un peu à l'ouest de son confluent avec la Ribble. Les grandes villes les plus proches sont Clitheroe, à 7 km au nord, Blackburn, à 12 km au sud-ouest, et Burnley, à 13 km à l'est.
Au Moyen Âge, Whalley relève du hundred de Blackburn (en), dont il constitue l'une des deux seules paroisses avec celle de Blackburn. Après l'abandon du système des hundreds, le village est rattaché au district rural de Clitheroe (en) de 1894 à 1974, puis district non métropolitain et borough de Ribble Valley depuis 1974. Pour les élections à la Chambre des communes, le village appartient à la circonscription de Ribble Valley.

### Transports
Whalley est contourné par deux axes routiers qui se rejoignent sur un rond-point au nord du village : la route A59 (en), qui relie Wallasey à York, passe à l'ouest et la route A671 (en), qui vient de Burnley, passe à l'est.
La gare de Whalley (en) est desservie par les trains de la Ribble Valley line (en) qui relie Manchester (gare de Manchester Victoria) à Clitheroe. Cette ligne emprunte un imposant viaduc de 48 arches inauguré en 1850.

## Histoire
La colline fortifiée de Portfield (en) se situe à l'est de Whalley, sur un promontoire surplombant la Calder. C'est un site de la fin de l'âge du bronze ou du début de l'âge du fer.
L'église paroissiale de Whalley (en) est dédiée à Marie et à tous les saints. Elle remonte vraisemblablement à l'époque anglo-saxonne, car trois hautes croix en pierre sont conservées dans son cimetière. Le Domesday Book indique que Whalley appartient en 1086 au baron anglo-normand Roger le Poitevin.
L'abbaye de Whalley est fondée en 1296 par des moines de l'ordre cistercien venus de l'abbaye de Stanlow (en), sur la péninsule de Wirral. L'église abbatiale est construite entre 1330 et 1380. En 1537, l'abbaye est fermée dans le cadre de la dissolution des monastères. Le dernier abbé de Whalley, John Paslew, est exécuté à Lancastre le 10 mars 1537 pour sa participation au pèlerinage de Grâce. Les domaines de l'abbaye restent aux mains de la couronne anglaise jusqu'en 1553 et leur vente à deux acheteurs, John Braddyl de Brockhall (en), qui obtient les terres, et Richard Assheton de Great Lever (en), qui conserve l'abbaye proprement dite. La famille Assheton convertit par la suite en résidence une partie des bâtiments de l'abbaye.
Le 19 avril 1643, pendant la Première révolution anglaise, le comte de Derby James Stanley se rend à Padiham à la tête d'une force royaliste. Tombé dans une embuscade tendue par des soldats parlementaires près de Read, il bat en retraite vers Whalley, mais il ne parvient pas à emporter gain de cause. Sa défaite à la bataille de Whalley le contraint à se retirer vers York.

## Démographie
Au recensement de 2011, la paroisse civile de Whalley comptait 3 629 habitants.
| Année | Population |
| ----- | ---------- |
| 1801  | 5 178      |
| 1811  | 6 058      |
| 1821  | 8 777      |
| 1831  | 10 522     |
| 1841  | 11 927     |
| 1851  | 12 055     |
| 1881  | 895        |
| 1891  | 1 142      |
| 1901  | 1 100      |
| 1911  | 1 327      |
| 1921  | 1 378      |
| 1931  | 4 012      |
| 1951  | 3 806      |
| 1961  | 3 905      |
| 2011  | 3 629      |

## Culture locale et patrimoine
L'église paroissiale de Whalley (en) est dédiée à Marie et à tous les saints. Ce bâtiment, construit au XIIIe siècle, remplace probablement une église anglo-saxonne antérieure. C'est un monument classé de grade I depuis 1967. Les trois croix anglo-saxonnes de son cimetière sont quant à elles protégées en tant que scheduled monument.
Les ruines de l'abbaye de Whalley constitue également un monument classé de grade I depuis 1967, tandis que le viaduc de Whalley est un monument classé de grade II depuis 1986.